# 오스트레일리아 인명 사전
오스트레일리아 인명 사전(Australian Dictionary of Biography, ADB 또는 AuDB)은 오스트레일리아 국립 대학교(ANU)가 오스트레일리아 역사의 저명한 인물에 대한 신뢰할 수 있는 전기 기사를 제작하기 위해 설립하고 유지하는 전국 협력 사업이다. 이 사전은 1966년부터 2005년까지 멜버른 대학교 출판부에서 12권의 하드커버 시리즈로 처음 출판되었으며, 2006년부터는 ANU의 국립 전기 센터에서 온라인으로 출판되었고, OA(Obituaries Australia)도 2010년부터 출판하고 있다.

## 역사
ADB 프로젝트는 1957년부터 시작되었지만, 오스트레일리아 국립 대학교에서는 1954년경부터 준비 작업이 이루어졌다. ADB의 기초가 될 색인이 만들어졌다. 팻 워들이 이 작업에 참여했으며 결국 그녀도 ADB에 포함되었다. 직원은 오스트레일리아 국립 대학교 사회과학연구원 역사학과 국립 전기 센터에 있다. 창설 이후 4,000명의 저자가 ADB에 기여했으며, 출판된 책에는 12,000명에 대한 9,800개의 학술 기사가 포함되어 있다. 이 중 원주민은 210명에 불과하며, 이는 인류학자 빌 스태너가 원주민 업적에 대한 백인의 "망각의 숭배"라고 부르는 것과 관련이 있는 불균형이다.

## 유사한 제목
ADB 프로젝트는 1949년에 처음 출판된 퍼시벌 설레의 훨씬 작고 오래된 오스트레일리아 전기 사전과 구별되며, 영어 자료에서 ADB로도 언급될 수 있는 독일어 일반 독일 전기 사전(1875년–1912년 출판)과도 구별된다. 초기 시대의 또 다른 유사한 오스트레일리아 제목은 필립 메넬의 오스트레일리아 전기 사전(1892년)이었다.

## 총 편집자
프로젝트가 시작된 이후 2021년 기준 기준으로 6명의 총 편집자가 있었다.
- 더글러스 파이크 (1962–1974)
- 베드 네언 (1974–1984)
- 제프리 설레 (1975–1987)
- 존 리치 (1988–2002)
- 다이앤 랭모어 (2001–2008)
- 멜라니 놀런 (2008–현재)

## 출판물

### 하드커버 책
현재까지 ADB는 멜버른 대학교 출판부에서 출판된 오스트레일리아 역사의 중요하고 대표적인 인물에 대한 전기 기사를 담은 19권의 하드커버 책을 제작했다. 이 책들을 출판하는 것 외에도 ADB는 학술 커뮤니티와 대중에게 1차 연구 자료를 제공한다.
| 책(들)       | 출판 연도     | 다루는 주제                                              |
| ------------ | ------------- | -------------------------------------------------------- |
| 1권 및 2권   | 1966년–67년   | 1788년–1850년 사이에 살았던 오스트레일리아인을 다룬다.   |
| 3권–6권      | 1969년–76년   | 1851년–1890년 사이에 살았던 오스트레일리아인을 다룬다.   |
| 7권–12권     | 1979년–90년   | 1891년–1939년 사이에 살았던 오스트레일리아인을 다룬다.   |
| 13권–16권    | 1993년–2002년 | 1940년–1980년 사이에 살았던 오스트레일리아인을 다룬다.   |
| 17권 및 18권 | 2007년–2012년 | 1981년과 1990년 사이에 사망한 오스트레일리아인을 다룬다. |
| 19권         | 2021년        | 1991년과 1995년 사이에 사망한 오스트레일리아인을 다룬다. |
| 보충판       | 2005년        | 원래 책에 포함되지 않은 오스트레일리아인을 다룬다.       |
| 색인         | 1991년        | 1권–12권 색인                                            |

### 전기 등록부
ADB의 첫 12권에서 파생된 두 권의 보충판이 출판되었다. 이 책들은 A Biographical Register, 1788–1939: Notes from the Name Index of the Australian Dictionary of Biography(1987년) 두 권이다. 이 책들에는 ADB에 포함되지 않은 8,100명의 개인에 대한 전기 노트가 포함되어 있다. 각 항목에는 해당 개인에 대한 간단한 노트가 포함되어 있고, 출처가 제공되며, 항목과 ADB 간의 상호 참조가 나열되어 있고, II권 끝에는 직업 색인이 있다.

### 온라인 출판
2006년 7월 6일, 오스트레일리아 인명 사전 온라인이 마이클 제프리, 오스트레일리아 총독에 의해 공개되었고, 2006년 12월 매닝 클라크 국가 문화 상을 수상했다. 이 웹사이트는 ADB와 멜버른 대학교의 오스트레일리아 과학 기술 유산 센터 (Austehc)가 공동으로 제작했다.

### 인용
- 《Australian Dictionary of Biography》. Melbourne University Publishing (1966년–2025에 출판됨). 1966. ISBN 0-522-84236-4. LCCN 66013723. OCLC 70677943. OL 5984223M.  위키데이터 Q672680

## 오스트레일리아 인명 사전
OA(Obituaries Australia)은 중요한 오스트레일리아인에 대한 디지털 인명 기사 모음집으로, 캔버라 타임스 기자이자 부편집장인 존 파쿼하슨의 인명 기사를 파일럿으로 사용하여 한동안 사내 데이터베이스로 운영되다가 2010년 8월에 공개되었다. 국립 전기 센터는 대중에게 인명 기사의 스캔본 및 기타 전기 자료를 보내도록 권장했다.
완전히 검색 가능한 데이터베이스는 또한 인명 기사를 도서관, 아카이브 및 박물관의 전쟁 복무 기록, ASIO 파일 및 구술사 인터뷰와 같은 중요한 디지털화된 기록과 연결하며, 호주 국립도서관의 신문, 도서관 목록 보유, 정부 관보 및 기타 자료 데이터베이스인 트로브에서 이름을 검색하는 링크를 제공한다.
이 데이터베이스는 "오스트레일리아 생활에 기여한 사람"에 대한 인명 기사로 구성되어 있다. 일부는 오스트레일리아를 방문하지도 않았지만 정치적 또는 사업적 연결 및 관심사가 있었다. ADB와 AO 사이에 각 항목에 대한 링크가 있으며, 두 데이터베이스 모두에 기사가 존재한다.

## 비판
2018년, 클린턴 페르난데스는 ADB가 조지 파이프 앵거스, 아이작 커리, 아치볼드 폴 버트, 찰스 에드워드 브라이트, 알렉산더 케네스 매켄지, 로버트 올우드, 라클란 매쿼리, 도널드 찰스 캐머런, 존 부호트, 존 벨리사리오, 알프레드 랭혼, 존 새뮤얼 오거스트, 고드프리 다운스 카터를 포함하여 오스트레일리아 발전에 영향을 미친 여러 인물의 노예 소유 또는 노예로 이익을 얻은 과거에 대해 눈에 띄게 침묵하고 있다고 썼다. NCB는 이후 노예제 유산 프로젝트를 시작하여 영국 노예제와 관련이 있는 사람들에 대한 정보 범위를 확장하는 것을 목표로 한다.